# Tom Petty
Tom Petty, nome artístico de Thomas Earl Petty (Gainesville, 20 de outubro de 1950 – Los Angeles, 2 de outubro de 2017) foi um compositor e cantor estadunidense de rock. Iniciou na banda The Epics (Mudcrutch) e, foi fundador e vocalista da banda Tom Petty and the Heartbreakers. Também foi integrante do supergrupo Traveling Wilburys.
Ao longo da carreira, Petty produziu canções de sucessos com os Heartbreakers e em carreira solo. Petty já vendeu, ao todo, 60 milhões de álbuns em sua carreira. Em 1999, Tom Petty and the Heartbreakers ganharam uma estrela na Calçada da Fama de Hollywood. Em 2002, foram introduzidos no Rock and Roll Hall of Fame.
Em outubro de 2017, Tom faleceu de parada cardiorrespiratória em sua residência, em Malibu (Califórnia). Mesmo socorrido em um hospital em Los Angeles, veio a falecer devido a uma sobredosagem acidental de opiáceos, de acordo com os resultados da autópsia.

## Biografia

### Infância e início na música
Tom Petty filho de Earl e irmão de Bruce, nasceu e cresceu em Gainesville (Flórida), formando-se na escola Gainesville High School. Seu interesse pela música, e em especial pelo rock and roll, começou quando ele conheceu Elvis Presley em 1961, quando este foi a Ocala (Flórida), para trabalhar no filme Follow That Dream. Petty também disse em entrevista, muitos anos mais tarde, que ele percebeu que queria estar em uma banda de rock a partir do momento em que viu os Beatles tocando no The Ed Sullivan Show. Um dos seus primeiros professores de guitarra foi Don Felder, que mais tarde tornou-se integrante dos Eagles.
Tom tinha uma relação desgastada com o pai, que não aceitava que seu filho fosse "um garoto interessado em artes" e o submetia a agressões verbais e físicas. Petty era muito próximo de sua mãe, e também do seu irmão.
Quando adolescente, Tom Petty trabalhou na Universidade da Flórida. Apesar de nunca ter estudado lá, uma árvore que ele plantou nessa época nos terrenos da Universidade, hoje é chamada de "árvore Tom Petty".

### Carreira

#### Tom Petty and the Heartbreakers
Nos primeiros anos como músico, Petty tocou em uma banda conhecida como The Epics, que depois evoluiu para Mudcrutch. Esta contava com futuros membros dos Heartbreakers, Mike Campbell e Benmont Tench, mesmo populares em Gainesville, suas canções, no entanto, passaram despercebidas pelo público mainstream.
Em 1975, mudaram-se para Los Angeles e, a banda Mudcrutch se dividiu, e Petty recusou-se a seguir carreira solo. Eventualmente, Tom, Mike Campbell e, Benmont Tench trabalharam com Ron Blair e Stan Lynch, resultando na primeira formação dos Heartbreakers, com álbum de estreia (auto-intitulado), de 1976, obteve pouco sucesso nos EUA, ganhando maior repercussão na Grã-Bretanha. Após uma turnê no Reino Unido, o single "Breakdown" foi re-lançado em 1977 e finalmente alcançou a posição #40 nas paradas norte-americanas.
O segundo álbum, "You're Gonna Get It" de 1978, marcou o primeiro Top 40 da banda, e contou com os singles "I Need To Know" e "Listen To Her Heart". Em seguida veio "Damn The Torpedoes", em 1979, que se tornou disco de platina vendendo cerca de 2 milhões de cópias. Esse último trouxe grandes sucessos na carreira do grupo, como "Refugee", "Don't Do Me Like That" e "Here Comes My Girl".
Em 1981, produziram o álbum "Hard Promises", que entrou no Top 10 das paradas, e trouxe o grande single "The Waiting". Este álbum também contou com um dueto "Insider", que Petty fez com Stevie Nicks.
Em 2002 Tom Petty and the Heartbreakers entrou para Rock and Roll Hall of Fame.

### Morte
Petty foi encontrado inconsciente em sua casa, não respirando e em completa parada cardíaca, no início da manhã de 2 de outubro de 2017. Foi levado ao Centro Médico da UCLA, em Santa Mônica, Califórnia, onde veio a falecer às 20:40, horário local. Após relatos da hospitalização de Petty, notícias prematuras de sua morte se espalharam rápida e amplamente, sem confirmação ou negação oficial, e continuaram ao longo do dia até que a equipe da banda emitiu uma confirmação oficial logo após a morte factual de Petty, na noite de segunda-feira. Enquanto o anúncio oficial dizia que Petty entrou em colapso no início da manhã de segunda-feira, os relatórios originais alegaram que o incidente ocorreu na noite de domingo.
O funeral de Petty ocorreu no cemitério Westwood Village Memorial Park Cemetery em 16 de outubro de 2017.
Em 19 de janeiro de 2018, o Departamento de Exames Médicos Forenses do Condado de Los Angeles (Los Angeles County Department of Medical Examiner-Coroner) anunciou que Petty morreu por uma overdose acidental de medicação prescrita para dor, e que a autópsia encontrou essas drogas no sistema de Petty: fentanil, oxicodona, acetil fentanil e despropionil fentanil, que são opioides; temazepam e alprazolam, que são sedativos; e citalopram, que é um antidepressivo. A família de Petty revelou em um comunicado em seu site oficial que ele sofria de diversos problemas de saúde há vários anos, incluindo enfisema, e tinha fraturado um quadril em sua turnê final, levando à prescrição do medicamento. A declaração, assinada por sua esposa Dana e sua filha Adria, disse que Petty foi informado no dia de sua morte de que o quadril fraturado havia evoluído para uma quebra total; a declaração dizia: "Sentimos muito que a dor era simplesmente insuportável e foi a causa de seu uso excessivo de medicamentos. [...] Nos sentimos confiantes de que isso foi, como o laudo forense descobriu, um infeliz acidente".
Em dezembro de 2023, a canção "Love Is A Long Road" foi utilizada no primeiro trailer do jogo recordista GTA 6 (Grand Theft Auto VI). A canção registou um aumento de 8 000% nos streams após o lançamento do trailer do GTA 6.

## Integrantes do The Heartbreakers

### Formação atual
- Mike Campbell - guitarra
- Benmont Tench - teclado
- Ron Blair - baixo
- Steve Ferrone  - bateria
- Scott Thurston - bateria, teclado, harmônica e baixo

### Membros antigos
- Howie Epstein - baixo
- Stan Lynch - bateria

## Discografia

### Álbuns
| Ano  | Título                               | Observações        |
| ---- | ------------------------------------ | ------------------ |
| 1976 | Tom Petty & the Heartbreakers        | álbum de estreia   |
| 1978 | You're Gonna Get It!                 | -                  |
| 1979 | Damn the Torpedoes                   | -                  |
| 1981 | Hard Promises                        | -                  |
| 1982 | Long After Dark                      | -                  |
| 1985 | Southern Accents                     | -                  |
| 1986 | Pack Up the Plantation: Live!        | ao vivo            |
| 1987 | Let Me Up (I've Had Enough)          | -                  |
| 1989 | Full Moon Fever                      | álbum solo         |
| 1991 | Into the Great Wide Open             | -                  |
| 1993 | Greatest Hits                        | compilação         |
| 1994 | Wildflowers                          | álbum solo         |
| 1995 | Playback                             | caixa com 6 discos |
| 1996 | Songs and Music from "She's the One" | trilha sonora      |
| 1999 | Echo                                 | -                  |
| 2000 | Anthology: Through the Years         | compilação         |
| 2002 | The Last DJ                          | -                  |
| 2003 | Live at the Olympic: The Last DJ     | ao vivo            |
| 2006 | Highway Companion                    | álbum solo         |
| 2009 | The Live Anthology                   | ao vivo            |
| 2010 | Mojo"                                | -                  |
| 2010 | Mojo Tour 2010"                      | ao vivo            |
| 2014 | "Hypnotic Eye"                       | -                  |
| 2018 | An American Treasure                 | compilação         |
| 2019 | The Best of Everything               | compilação         |

### Tom Petty noThe Traveling Wilburys
- Traveling Wilburys Vol. 1 (25 de outubro de 1988)
- Traveling Wilburys Vol. 3 (19 de outubro de 1990)

### Tom Petty noMudcrutch
- Mudcrutch (2008)
- Mudcrutch 2 (2016)

### Singles
| Ano  | Canção                                             | Álbum                                  |
| ---- | -------------------------------------------------- | -------------------------------------- |
| 1977 | "Breakdown"                                        | Tom Petty and The Heartbreakers        |
| 1977 | "Anything That's Rock N' Roll"                     | Tom Petty and The Heartbreakers        |
| 1977 | "American Girl (canção de Tom Petty)"              | Tom Petty and The Heartbreakers        |
| 1978 | "I Need To Know"                                   | You're Gonna Get It!                   |
| 1978 | "Listen To Her Heart"                              | You're Gonna Get It!                   |
| 1979 | "Don't Do Me Like That"                            | Damn The Torpedoes                     |
| 1979 | "Refugee"                                          | Damn The Torpedoes                     |
| 1980 | "Here Comes My Girl"                               | Damn The Torpedoes                     |
| 1981 | "Stop Draggin' My Heart Around" (com Stevie Nicks) | Bella Donna (Stevie Nicks album)       |
| 1981 | "A Woman In Love (It's Not Me)"                    | Hard Promises                          |
| 1982 | "You Got Lucky"                                    | Long After Dark                        |
| 1983 | "Change of Heart"                                  | Long After Dark                        |
| 1985 | "Don't Come Around Here No More"                   | Southern Accents                       |
| 1985 | "Make It Better (Forget About Me)"                 | Southern Accents                       |
| 1985 | "Rebels"                                           | Southern Accents                       |
| 1986 | "Needles and Pins" (com Stevie Nicks)              | Pack Up The Plantation: Live!          |
| 1987 | "Think About Me"                                   | Let Me Up (I've Had Enough)            |
| 1987 | "Runaway Trains"                                   | Let Me Up (I've Had Enough)            |
| 1987 | "Jammin' Me"                                       | Let Me Up (I've Had Enough)            |
| 1987 | "All Mixed Up"                                     | Let Me Up (I've Had Enough)            |
| 1989 | "Runnin' Down a Dream"                             | Full Moon Fever                        |
| 1989 | "Love Is a Long Road"                              | Full Moon Fever                        |
| 1989 | "I Won't Back Down"                                | Full Moon Fever                        |
| 1989 | "Feel a Whole Lot Better"                          | Full Moon Fever                        |
| 1989 | Free Fallin'                                       | Full Moon Fever                        |
| 1990 | "Yer So Bad"                                       | Full Moon Fever                        |
| 1990 | "A Face in the Crowd"                              | Full Moon Fever                        |
| 1991 | "Out In The Cold"                                  | Into The Great Wide Open               |
| 1991 | "Learning to Fly"                                  | Into The Great Wide Open               |
| 1991 | "Into The Great Wide Open"                         | Into The Great Wide Open               |
| 1992 | "Too Good To Be True"                              | Into The Great Wide Open               |
| 1992 | "Makin Some Noise"                                 | Into The Great Wide Open               |
| 1992 | "King s Highway"                                   | Into The Great Wide Open               |
| 1993 | "Mary Jane's Last Dance"                           | Greatest Hits                          |
| 1994 | "You Don't Know How It Feels"                      | Wildflowers                            |
| 1994 | "Something In The Air"                             | Greatest Hits                          |
| 1995 | "You Wreck Me"                                     | Wildflowers                            |
| 1995 | "It's Good To Be King"                             | Wildflowers                            |
| 1995 | "Cabin Down Below"                                 | Wildflowers                            |
| 1995 | "A Higher Place"                                   | Wildflowers                            |
| 1996 | "Walls (Circus)"                                   | Songs And Music From "She's The One"   |
| 1996 | "Waiting For Tonight"                              | Anthology: Through the Years (Disc 2)" |
| 1996 | "Climb That Hill"                                  | Songs And Music From "She's The One"   |
| 1997 | "Change The Locks"                                 | Songs And Music From "She's The One"   |
| 1999 | "Room At The Top"                                  | Echo                                   |
| 1999 | "Free Girl Now"                                    | Echo                                   |
| 2002 | "The Last DJ (canção)"                             | The Last DJ                            |
| 2006 | "Saving Grace (canção de Tom Petty)"               | Highway Companion                      |